# I Know You Want Me (Calle Ocho)
I Know You Want Me (Calle Ocho) - to utwór amerykańskiego rapera Pitbulla wydany 24 lutego 2009 jako drugi singel z albumu Rebelution. Tekst utworu został stworzony przez Edwarda Bello, a produkcją zajął się Lil Jon. Piosenka odniosła duży sukces na listach przebojów. Na ośmiu z nich zajęła pierwsze miejsca i zdobyła trzykrotną platynę w samej Kanadzie za sprzedaż 120000 kopii. Reżyserem teledysku do utworu był David Rousseau. Jego oficjalna premiera miała miejsce 9 marca 2009 roku na portalu YouTube. Od tego czasu wideo miało ponad 200 mln odsłon w ciągu roku, i jest trzecim najczęściej oglądanym przez internautów.

## Lista utworów
iTunes EP
1. "I Know You Want Me (Calle Ocho)" [More English Radio Edit] - 3:40
2. "I Know You Want Me (Calle Ocho)" [Radio Edit] - 4:04
3. "I Know You Want Me (Calle Ocho)" [More English Mix] - 3:03
4. "I Know You Want Me (Calle Ocho)" [More English Extended Mix] - 4:26

Promo CD
1. "I Know You Want Me [Calle Ocho]" (Radio Edit Cold) - 3:40
2. "I Know You Want Me [Calle Ocho]" (Radio Edit Fade) - 4:04
3. "I Know You Want Me [Calle Ocho]" (Spanish Bridge Version) - 3:03
4. "I Know You Want Me [Calle Ocho]" (More English Extended Mix) - # 3:49
5. "I Know You Want Me [Calle Ocho]" (Why Is Being Calle Ocho To Me? Remix) - 6:56
6. "I Know You Want Me [Calle Ocho]" (Extended Mix) - 4:26
7. "I Know You Want Me [Calle Ocho]" (Extended Instrumental Mix) - 6:04
8. "I Know You Want Me [Calle Ocho]" (featuring Yomo) 4:14

## Pozycje na listach przebojów
| Lista (2009)                   | Najwyższa pozycja |
| ------------------------------ | ----------------- |
| Australian Singles Chart       | 6                 |
| Austrian Singles Chart         | 3                 |
| Belgian Singles Chart          | 1                 |
| Belgian Singles Chart          | 2                 |
| Canadian Hot 100               | 2                 |
| Danish Singles Chart           | 6                 |
| Dutch Top 40                   | 1                 |
| European Hot 100               | 1                 |
| Finnish Singles Chart          | 2                 |
| French Singles Chart           | 1                 |
| German Singles Chart           | 8                 |
| Greek Singles Chart            | 1                 |
| Hungarian Airplay Chart        | 4                 |
| Irish Singles Chart            | 5                 |
| Italian Singles Chart          | 6                 |
| New Zealand Singles Chart      | 3                 |
| Norwegian Singles Chart        | 5                 |
| Polish Dance Chart             | 16                |
| Romanian Top 100               | 1                 |
| Spanish Singles Chart          | 1                 |
| Swedish Singles Chart          | 3                 |
| Swiss Singles Chart            | 2                 |
| Turkey Top 20 Chart            | 1                 |
| UK Singles Chart               | 4                 |
| U.S. Billboard Hot 100         | 2                 |
| U.S. Billboard Pop Songs       | 4                 |
| U.S. Billboard Latin Songs     | 6                 |
| U.S. Billboard Latin Pop Songs | 4                 |
| U.S. Billboard Rap Songs       | 4                 |

## Pozycje pod koniec roku
| Lista (2009)              | Pozycje |
| ------------------------- | ------- |
| Australian Singles Chart  | 21      |
| French Singles Chart      | 7       |
| German Singles Chart      | 37      |
| Hungarian Airplay Chart   | 28      |
| Italian Singles Chart     | 26      |
| New Zealand Singles Chart | 20      |
| Spanish Singles Chart     | 3       |
| Swiss Singles Chart       | 11      |
| UK Singles Chart          | 59      |
| Lista (2010)              | Pozycje |
| Hungarian Airplay Chart   | 55      |